# Langley Travel
Langley Travel, eller Langley, är en familjeägd skandinavisk researrangör som bland annat driver 9 egna fullservicehotell på 9 olika destinationer. Resorna säljs genom försäljningskontor belägna i Göteborg och Köpenhamn eller över internet och telefon. Årligen reser ca 30 000 kunder med Langley Travel. De erbjuder resor till Franska Alperna, Italien, Österrike, Korsika och Karibien. Langley erbjuder paketresor med ett brett urval av aktiviteter och även paketerade temaresor. 2021 hade de en omsättning på ca 28 miljoner kronor.

## Historia
Företaget grundades år 1984 av Pontus Langley och utbudet var först begränsat till skidresor till Tignes i Franska Alperna under namnet Ski Tignes. 
I mitten av 90-talet tillkom hotell som drevs i egen regi för att kvalitetssäkra gästernas upplevelse. 
År 1996 öppnade första sommarresemålet som gick till Calvi i Korsika under namnet Langley Travel.
Under julen 2007 började Langley med resor till Guadeloupe i Karibien. Samtliga resor började år 2008/2009 säljas under namnet Langley.
Vintern 2011/2012 tog Langley över Ving Alpins skidresor till Österrike och Italien och utökade därmed vinterprogrammet.
Vintern 2014/2015 öppnades det upp nya hotell i Langleys regi i både Franska Alperna och Österrike.  

## Destinationer
- Franska Alperna - Alpe d'Huez, Chamonix-Mont-Blanc, Serre Chevalier, Tignes, Val-d'Isère, Val Thorens, La Grave
- Korsika - Calvi, Île Rousse
- Karibien - Guadeloupe
- Italien - Arabba, Canazei, Breuil-Cervinia, Courmayeur, Gressoney-Saint-Jean
- Österrike - Obergurgl, St Anton
- Kanada